# Coyah
Coyah ist eine Stadt in Guinea und Hauptort der gleichnamigen Präfektur. Sie liegt ungefähr 50 Kilometer von Conakry entfernt an der Nationalstraße Nr. 4. Die Stadt hat 74.000 Einwohner, größtes Unternehmen der Stadt ist eine Mineralwasserfabrik.

## Persönlichkeiten
- Hadja Saran Daraba Kaba (* 1945), Frauenrechtsaktivistin